# Pteroneta
Pteroneta is een geslacht van spinnen uit de  familie van de Clubionidae (struikzakspinnen).

## Soorten
- Pteroneta baiteta Versteirt, Deeleman-Reinhold & Baert, 2008
- Pteroneta brevichela Versteirt, Deeleman-Reinhold & Baert, 2008
- Pteroneta longichela Versteirt, Deeleman-Reinhold & Baert, 2008
- Pteroneta madangiensis Versteirt, Deeleman-Reinhold & Baert, 2008
- Pteroneta saltans Deeleman-Reinhold, 2001
- Pteroneta spinosa Raven & Stumkat, 2002
- Pteroneta tertia Deeleman-Reinhold, 2001
- Pteroneta ultramarina (Ono, 1989)